# Erinus alpinus
Erinus alpinus är en grobladsväxtart som beskrevs av Carl von Linné. Erinus alpinus ingår i släktet Erinus och familjen grobladsväxter. Inga underarter finns listade i Catalogue of Life.

## Bildgalleri

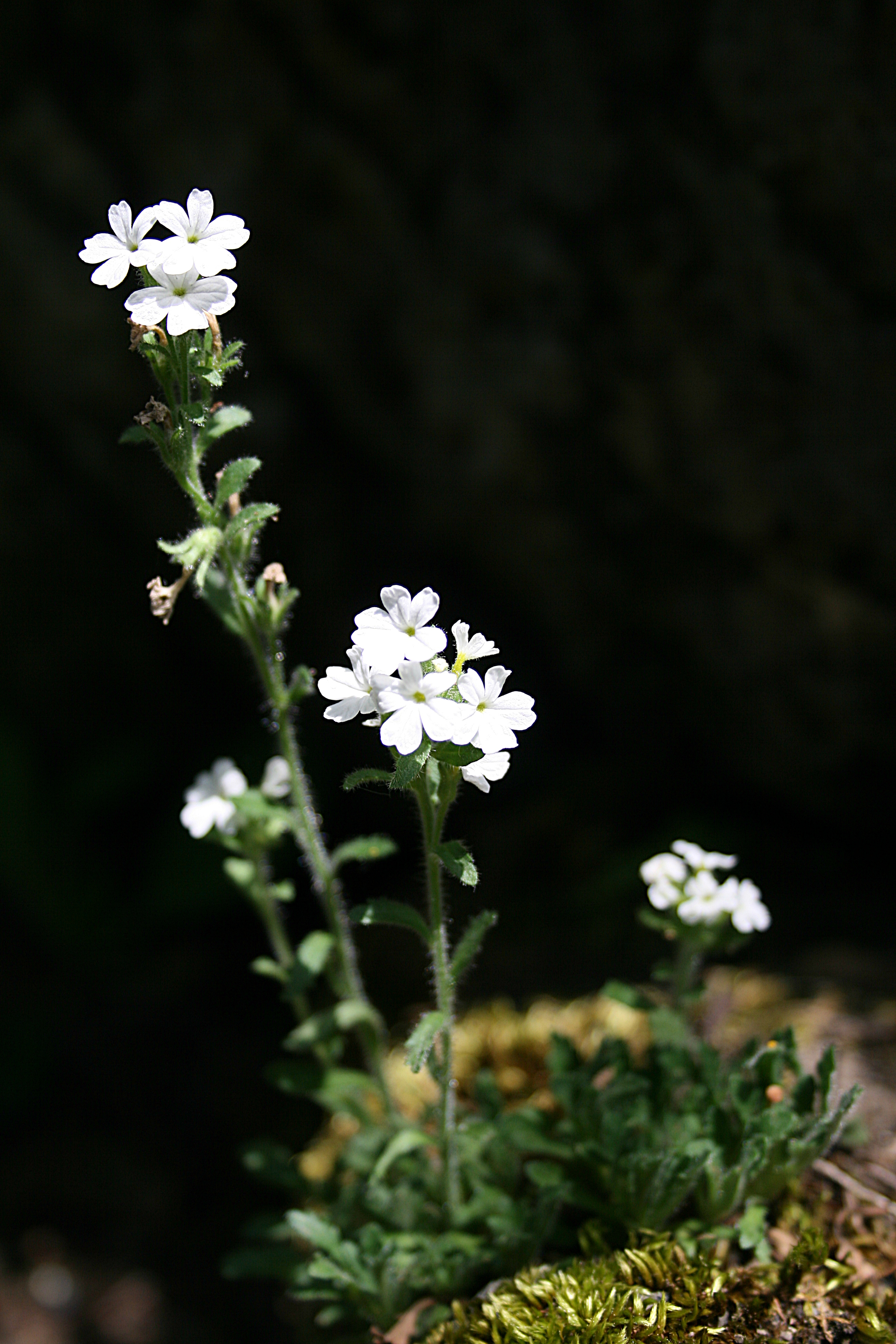
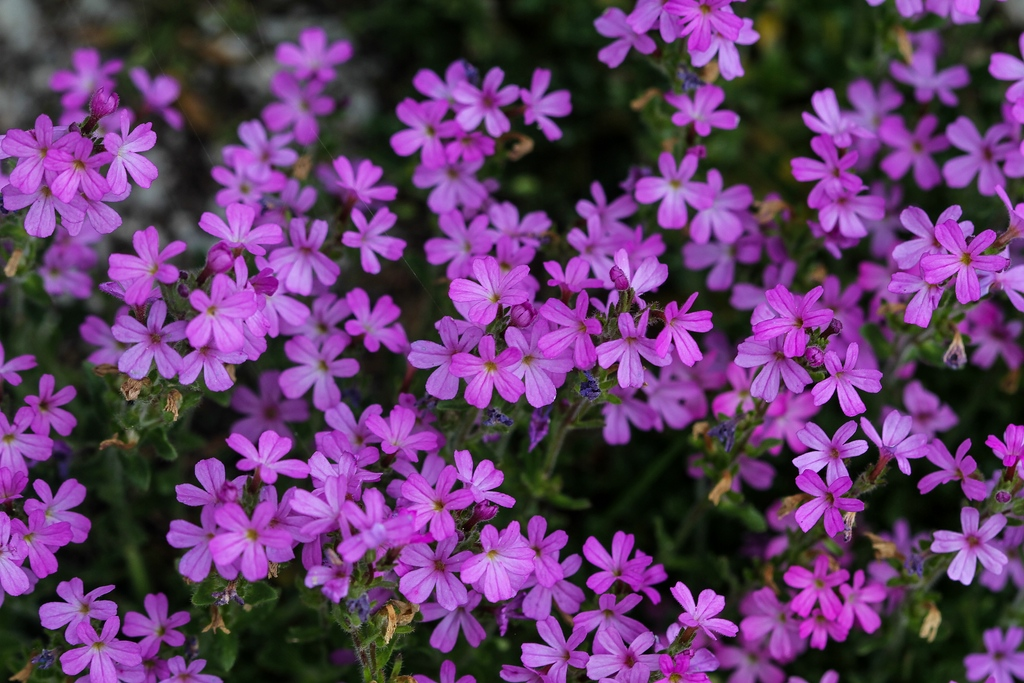
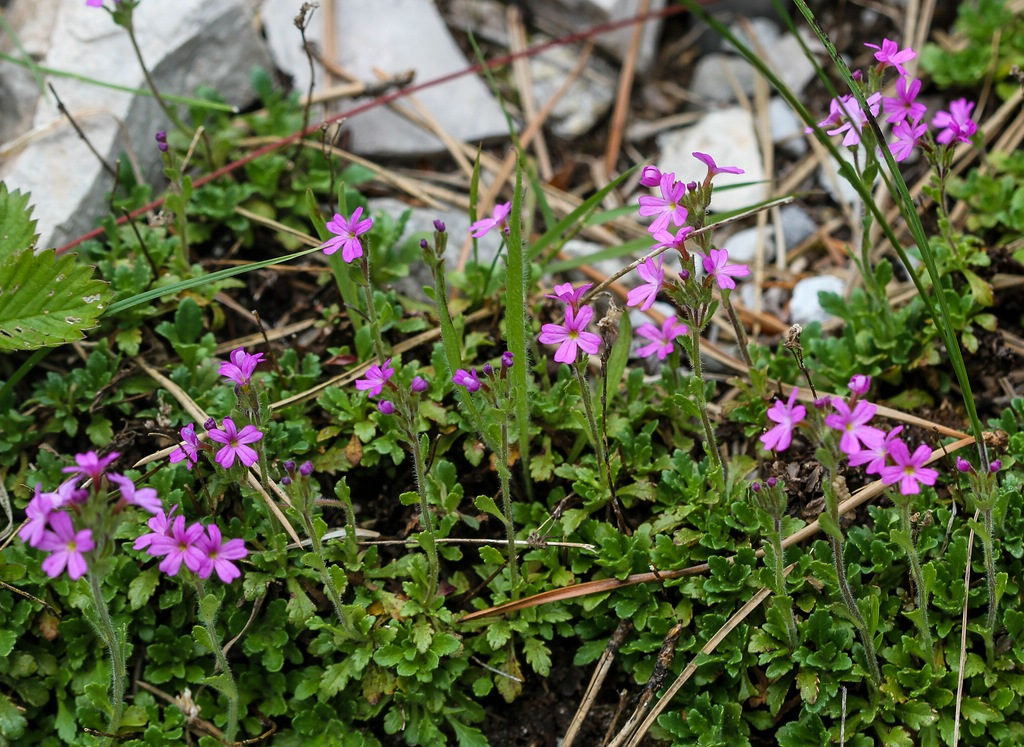
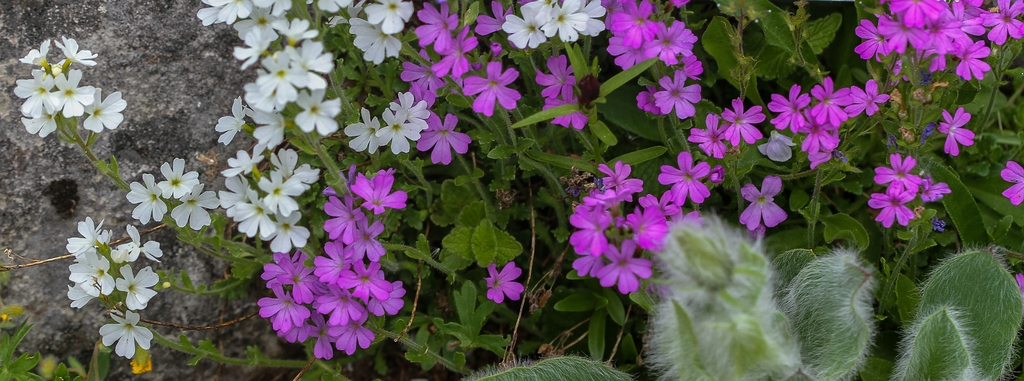
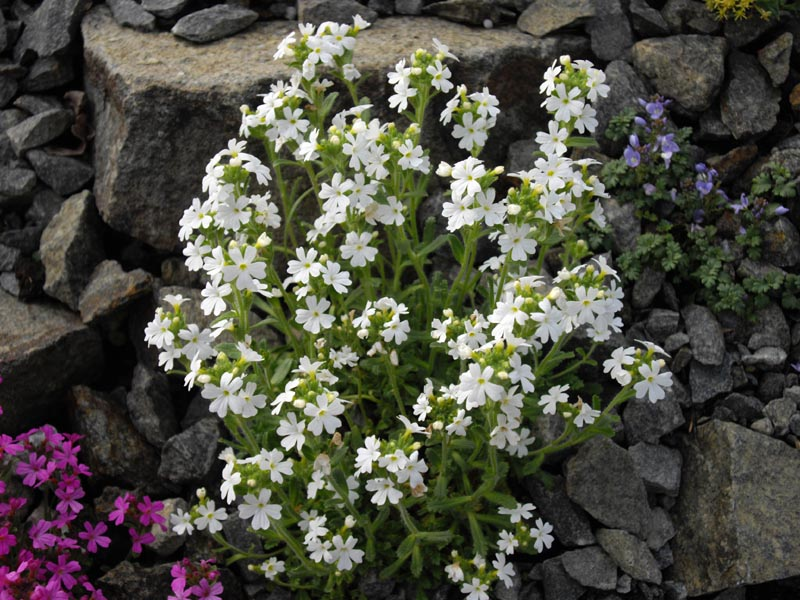
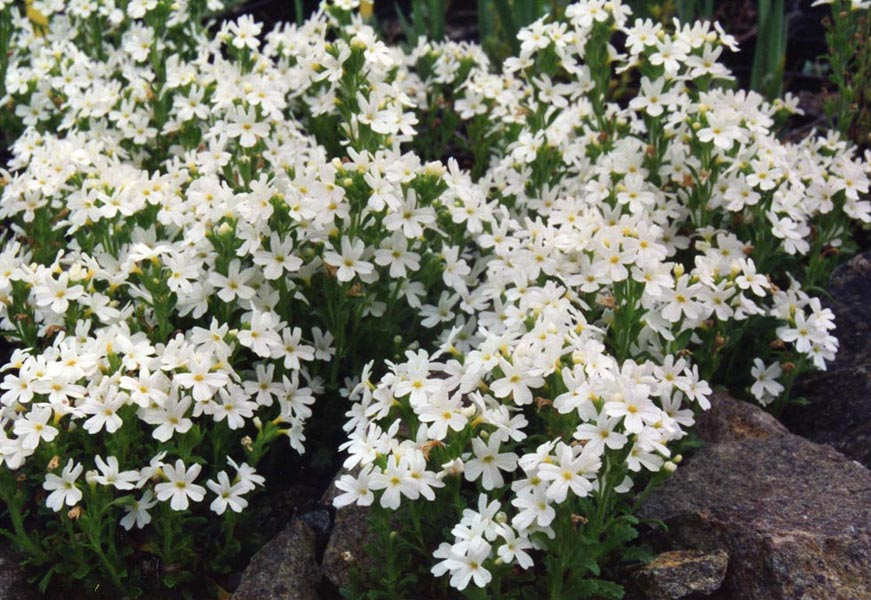